# Bangstede
 (janvier 2020).
Bangstede est un quartier de la commune allemande d'Ihlow, dans l'arrondissement d'Aurich, Land de Basse-Saxe.

## Histoire
Bangstede est mentionnée pour la première fois en 1420, mais elle est probablement bien plus ancienne. L'église locale est construite vers la fin du XIIIe siècle, mais appartient probablement à la paroisse d'Aurich jusqu'à la fin du XVe siècle. À ce jour, les références à deux châteaux dans le village ne sont pas confirmées. Le Bangsteder Verlaat (écluse en bas saxon de Frise orientale) remonte à une écluse construite en 1799 sur le précurseur du canal Ems-Jade d'aujourd'hui, le Treckfahrtstief. Aux XVIIIe siècle et XIXe siècle, une reprise économique entraîne un afflux accru d'artisans dans ce qui est alors un grand village.
Lorsque Ihlowerfehn est créé en 1780, l'endroit est subordonné à Bangstede en vertu de la loi ecclésiastique, ce qui conduit à des conflits majeurs et finalement en 1899 à la fondation de sa propre paroisse à Ihlowerfehn.
Le 1er juillet 1972, Bangstede est incorporé dans la nouvelle municipalité d'Ihlow.

## Source, notes et références
- (de) Cet article est partiellement ou en totalité issu de l’article de Wikipédia en allemand intitulé « Bangstede » (voir la liste des auteurs).